# کامبوج (۱۹۵۳–۱۹۷۰)
پادشاهی کامبوج (خمر: ព្រះរាជាណាចក្រកម្ពុជា) یکی از دوره‌های استقرار حکومت پادشاهی در کامبوچ پیش از تشکیل جمهوری است.

## کنفرانس ژنو و تهاجم ویت مین
در این دوره اگرچه کامبوج در اواخر سال ۱۹۵۳ به استقلال رسیده بود، اما وضعیت نظامی آن نابسامان باقی ماند. گروه‌های غیرکمونیست خمر به دولت ملحق شده بودند، اما فعالیت‌های کمونیست‌ها افزایش یافته بود. در آوریل ۱۹۵۴، چندین گردان ویت مین از مرز وارد کامبوج شدند. نیروهای سلطنتی با آنها درگیر شدند اما نتوانستند آنها را مجبور به عقب‌نشینی کامل کنند. کمونیست‌ها در تلاش بودند تا موقعیت چانه زنی خود را در کنفرانس ژنو که قرار بود در اواخر آوریل آغاز شود، تقویت کنند. در کنفرانس ژنو نمایندگانی از کامبوج، ویتنام شمالی، دولت وابسته ویتنام (سلف جمهوری ویتنام یا ویتنام جنوبی)، لائوس، جمهوری خلق چین، اتحاد جماهیر شوروی، بریتانیا، فرانسه و ایالات متحده حضور داشتند. . یکی از اهداف کنفرانس بازگرداندن صلح پایدار در هندوچین بود. بحث در مورد هندوچین در ۸ مه ۱۹۵۴ آغاز شد. ویتنام شمالی تلاش کرد تا برای دولت مقاومتی که در جنوب تأسیس شده بود، نمایندگی بگیرد، اما شکست خورد.
در ۲۱ ژوئیه ۱۹۵۴، کنفرانس به توافقی مبنی بر توقف خصومت‌ها در هندوچین دست یافت. در رابطه با کامبوج، این توافقنامه تصریح کرد که تمام نیروهای نظامی ویت مین ظرف ۹۰ روز عقب‌نشینی و نیروهای مقاومت کامبوج ظرف ۳۰ روز مستقر شوند. در توافقنامه جداگانه ای که توسط نماینده کامبوج امضا شد، فرانسوی‌ها و ویت مین‌ها توافق کردند که تا اکتبر ۱۹۵۴ همه نیروها را از خاک کامبوج خارج کنند. در ازای خروج نیروهای ویت مین، نمایندگان کمونیست در ژنو خواستار بی‌طرفی کامل برای کامبوج و لائوس بودند که مانع از استقرار نیروهای نظامی ایالات متحده در این کشورها شود. با این حال، در آستانه پایان کنفرانس، سم ساری، نماینده کامبوج، اصرار داشت که اگر کامبوج واقعاً مستقل باشد، نباید از درخواست هر گونه کمک نظامی که می‌خواهد منع شود (کامبوج قبلاً از ایالات متحده درخواست کمک نظامی کرده بود). کنفرانس این نکته را به دلیل مخالفت‌های شدید ویتنام شمالی پذیرفت. در توافق نهایی، کامبوج یک بی‌طرفی ضعیف را پذیرفت و متعهد شد که به هیچ ائتلاف نظامی «غیر مطابق با اصول منشور سازمان ملل متحد» نپیوندد توافق‌نامه کنفرانس، کمیسیون کنترل بین‌المللی (که رسماً کمیسیون بین‌المللی نظارت و کنترل نامیده می‌شود) را در تمام کشورهای هندوچین ایجاد کرد. این سازمان متشکل از نمایندگان کانادا، هند و لهستان، بر آتش‌بس، خروج نیروهای خارجی، آزادی اسیران جنگی و انطباق کلی با شرایط توافق نظارت داشت. فرانسه و بیشتر نیروهای ویت مین طبق برنامه در اکتبر ۱۹۵۴ عقب‌نشینی کردند.

## تحولات داخلی
توافق ژنو همچنین تصریح کرد که انتخابات عمومی باید در سال ۱۹۵۵ در کامبوج برگزار شود و کمیسیون کنترل بین‌المللی باید بر آن نظارت داشته باشد. سیهانوک بیش از هر زمان دیگری مصمم به شکست دموکرات‌ها بود (که بر اساس سوابق گذشته خود انتظار می‌رفت در انتخابات پیروز شوند). شاه تلاش کرد تا قانون اساسی را اصلاح کند. در ۲ مارس ۱۹۵۵، او کناره‌گیری خود را به نفع پدرش نورودوم سوراماریت اعلام کرد. سیهانوک با در نظر گرفتن لقب سامدک (شاهزاده) توضیح داد که این اقدام برای باز گذاشتن دست او برای انجام سیاست ضروری است. شاهزاده سیهانوک برای به چالش کشیدن دموکرات‌ها حزب سیاسی خودش را تأسیس کرد در انتخابات سپتامبر، حزب جدید سیهانوک قاطعانه دموکرات‌هاو حزب استقلال خمر سون نگوک تان را شکست داد و ۸۳ درصد آرا و تمام کرسی‌های مجلس ملی را به دست آورد.نتایج انتخابات ۱۹۵۵ به تقلب و ارعاب نسبت داده شده‌است. رای‌دهندگان با سیستم رای‌گیری شامل تکه‌های کاغذ رنگی که باید در جعبه ای قرار می‌گرفت و در معرض دید کامل شخصیت‌های سیاسی، سربازان و پلیس محلی سیهانوک قرار می‌گرفت، مرعوب شدند. در بسیاری از موارد، نتایج رای‌گیری به سادگی جعل می‌شد، مانند موردی که ناحیه‌ای که سال‌ها سنگر ویت مین بود، حتی یک رای به چپ‌ها داده نشد. ناسیونالیسم خمر، وفاداری به پادشاه، مبارزه با بی عدالتی و فساد، و حفاظت از دین بودایی موضوعات اصلی ایدئولوژی سانگکوم بود. حزب تفسیر محافظه‌کارانه‌ای از بودیسم را اتخاذ کرد مبنی بر اینکه نابرابری‌های اجتماعی و اقتصادی بین مردم به دلیل کارکرد کارما مشروع است. برای طبقات فقیرتر، رفتار با فضیلت و مطیع، امکان به دنیا آمدن در جایگاهی بالاتر در زندگی آینده را باز می‌کند. در اوت ۱۹۵۷، سیهانوک رهبران احزاب دمکرات را برای آنچه که او آن را «مناظره» در کاخ سلطنتی خواند، احضار کرد. آنها در معرض پنج ساعت تحقیر عمومی قرار گرفتند. پس از پایان مراسم، شرکت کنندگان توسط پلیس و ارتش سیهانوک از اتومبیل خود بیرون کشیده شدند و با قنداق تفنگ مورد ضرب و شتم قرار گرفتند. با شروع دهه ۱۹۶۰، مخالفت سیاسی سازمان یافته علیه سیهانوک و سانگکوم عملاً عمدتاً به صورت زیرزمینی بود. سانگکوم علیرغم دفاع از وضعیت موجود، به ویژه از منافع نخبگان روستایی، منحصراً یک سازمان جناح راست نبود. سیهانوک تعدادی از چپ‌ها را به حزب و دولت خود دعوت کرد تا تعادلی برای جناح راست ایجاد کند برخی از این افراد از رهبران آینده خمرهای سرخ بودند. اما احزاب مستقل چپ عموماً هدف تخریب قرار گرفتند. در ۹ اکتبر ۱۹۵۹ سردبیر هفته نامه پراچاچون، نوپ بوفان در بیرون دفترش توسط پلیس امنیت ایالتی به ضرب گلوله کشته شد. در سال ۱۹۶۰، حدود ۲۰۰۰ نفر به دلایل سیاسی در یک اردوگاه در خارج از پایتخت بازداشت شدند. پرونده‌های امنیت دولتی توسط یک دادگاه نظامی رسیدگی می‌شد که هیچ درخواست تجدیدنظری از آن امکان \ذیر نبود. دادگاه در شش ماه اول فعالیت خود بیش از ۳۹ حکم اعدام صادر کرد و به‌طور گسترده مشخص بود که این احکام تصمیم شخصی سیهانوک بوده‌است.